# 아르나우 마르티네스
아르나우 마르티네스 로페스(스페인어: Arnau Martínez López, 2003년 4월 25일 ~ )는 스페인의 축구 선수이다. 그의 포지션은 중앙 수비수 또는 오른쪽 풀백으로, 현재 라리가의 지로나에서 활약하고 있다.

## 클럽 경력
카탈루냐, 바르셀로나 프레미아 데 달트에서 태어난 마르티네스는 CE 프레미아 데 달트에서 활약한 후, 2010년에 FC 바르셀로나의 라 마시아로 이적하였다. 그는 2016년에 클럽을 떠났고, 2018년 9월에 지로나 FC로 이적하기 전에 CE 루스피탈레트에서 뛰었다.
그는 2023년까지 재계약을 맺은후 2020년 11월 29일, 마르티네스는 2-2로 비긴 UE 산트 안드레우와의 테르세라 디비시온 원정 경기에 선발로 출전하며 리저브 팀 데뷔전을 치렀다. 12월 17일, 그는 2-0으로 이긴 힘나스티카 세고비아나와의 코파 델 레이 원정 경기에서 후반전에 엔리크 프란케사와 교체 투입되어 1군 데뷔전을 치렀다.
마르티네스는 2021년 1월 7일, 2-1로 이긴 CD 루고와의 홈경기에서 프란케사와 교체 투입되어 프로 데뷔전을 치렀다. 그는 3월 28일, 2-1로 이긴 알바세테 발롬피에와의 홈경기에서 선발로 출전해 세군다 디비시온 데뷔전을 치렀다.
이후 주전으로 자리 잡은 마르티네스는 2021년 5월 9일, 4-1로 이긴 UD 로그로녜스와의 원정 경기에서 선제골을 터뜨리며 프로 데뷔골을 기록했고, 18세 14일의 나이로 클럽 역사상 최연소 득점자가 되었다.